# 3 tháng 8
Ngày 3 tháng 8 là ngày thứ 215 (216 trong năm nhuận) trong lịch Gregory. Còn 150 ngày trong năm.

## Sự kiện
- 1492 – Cristoforo Colombo khởi hành từ Palos de la Frontera, Tây Ban Nha trong hành trình viễn dương đầu tiên của ông.
- 1934 – Adolf Hitler trở thành lãnh đạo tối cao của Đức khi gộp hai chức vụ Tổng thống và Thủ tướng thành Führer.
- 1958 – USS Nautilus là tàu ngầm hạt nhân đầu tiên thực hiện hải trình tới Bắc Cực trong trạng thái lặn trên toàn bộ hải trình.[1]
- 2002 – Tổng thống Trung Hoa Dân Quốc Trần Thủy Biển phát biểu thuyết nhất biên nhất quốc, đề cập đến vị thế chính trị của Đài Loan.
- 2005 – Cựu thị trưởng thủ đô Tehran Mahmoud Ahmadinejad bắt đầu nhiệm kỳ thổng thống thứ sáu của Iran.
- 2007 – Quốc ca Nepal hiện tại Sayaun Thunga Phool Ka chính thức được công nhận.

## Sinh
- 1977 – Tom Brady
- 1980 - Hoàng Bách, nam ca sĩ người Việt Nam
- 1993 – Kumai Yurina, ca sĩ người Nhật Bản
- 1994 - Bùi Công Nam, ca sĩ kiêm nhạc sĩ người Việt Nam

## Mất
- 1860 – Nguyễn Phúc Gia Thụy, phong hiệu Bình Xuân Công chúa, công chúa con vua Minh Mạng (s. 1825)
- 1929 – Thorstein Veblen, nhà kinh tế học người Hoa Kỳ (s. 1857)
- 1929 – Emile Berliner, nhà phát minh người Đức (s. 1851)
- 2003 – Joseph Saidu Momoh, tổng thống Sierra Leone (s. 1937)[2]
- 2018 – Bùi Cường, diễn viên người Việt Nam (s. 1945)